# Bestracà
Bestracà es una entidad de población española de la provincia de Gerona, en la comunidad autónoma de Cataluña. Pertenece al término municipal de Camprodón.

## Geografía
Se encuentra en el término municipal de Camprodón, perteneciente a la comarca del Ripollés.

## Historia
A mediados del siglo XIX, el lugar, por aquel entonces con ayuntamiento propio, contaba con una población de 43 habitantes. Su parroquia estaba dedicada a san Andrés. La localidad aparece descrita en el cuarto volumen del Diccionario geográfico-estadístico-histórico de España y sus posesiones de Ultramar de Pascual Madoz de la siguiente manera: 

BESTRACA: ald. con ayunt. de la prov. y dióc. de Gerona (7 leg.), part. jud. de Olot (2 1/4), aud. terr. y c. g. de Barcelona (20): sit. en un collado que forma un pequeño puerto en el camino de Oix á Bajet con buena ventilacion y clima sano. Tiene 5 casas y una igl. parr. (San Andrés) aneja de la de San Miguel de Pera, servida por el mismo cura. Confina el térm. N. Bajet (1/2 hora); E. Oix (1); S. y O. San Miguel de Pera (1/2) cuarto y (1 1/4). El terreno es árido y escabroso; carece de arbolado, no le fertiliza r. alguno, pero lo hace productivo el laborioso afán de sus cultivadores. El único camino que hay es de herradura; dirige de Oix á Bajet y se halla en mal estado. El correo lo recibe cada interesado en la adm, de Olot. prod. trigo, avena, maíz, fajol, patatas, uvas, ciruelas: cria ganado lanar y caza de perdices y liebres. pobl.: 7 vec., 43 alm. cap. prod.: 478,800 rs. imp. 11,970.
(Madoz, 1846, p. 296)

Descrita como un despoblado por la Gran enciclopedia catalana, en 2021 tenía una población censada de 3 habitantes.